# Marta Ribas
Marta Ribas Frías (Tarrasa, 1975) es una periodista y política española. Es miembro del Consejo Nacional de Comuns.Diputada en el Parlamento de Cataluña desde 2012 hasta 2020. Desde el 12 de marzo de 2016 hasta 2019 fue coordinadora nacional de Iniciativa per Catalunya Verds formando parte de la nueva dirección del partido ecosocialista junto a David Cid Colomer en sustitución de Dolors Camats y Joan Herrera. Ha sido diputada en el Parlamento de Cataluña en la X legislatura y XI legislatura y desde el 17 de enero de 2018 es diputada en la XII legislatura por la coalición electoral Catalunya en Comú-Podem.

## Trayectoria
Nació en Tarrasa a falta de hospital en su ciudad, Rubí. Se licenció en Ciencias de la Comunicación por la Universidad Autónoma de Barcelona. Como periodista trabajó en medios de comunicación locales y posteriormente fue redactora de informativos en los programas matinales de COM Radio durante doce años.
Estuvo implicada en la Coordinadora de Entidades de Rubí y en la gestión del Ateneu antes de dar el salto a la política municipal en 2003, inicialmente como independiente en la lista de ICV. En 2004 fue elegida concejala del Ayuntamiento de Rubí. Fue reelegida en 2007 y en 2011, cuando se presentó como cabeza de lista de ICV. En 2013 dejó el ayuntamiento para dedicarse de lleno a su labor parlamentaria. En 2008 se convirtió en presidenta del partido en Rubí y fue portavoz del Grupo Municipal de ICV-EUiA. 
En 2012 se presentó a las elecciones autonómicas de Cataluña. Ocupó el puesto número cinco de la lista de ICV-EUiA por la circunscripción de Barcelona y logró escaño convirtiéndose en diputada. En la IX legislatura del parlamento se ocupó prioritariamente de temas de salud, igualdad, local, comunicación, investigación y tecnología. En 2015 renovó escaño en el Parlamento de Cataluña tras ocupar el noveno puesto en la lista de Catalunya Sí que es Pot por Barcelona.
En ICV-EUiA, además de presidir el partido en Rubí, es miembro del Núcleo Ejecutivo de Iniciativa per Catalunya Verds en el Vallés Oriental (responsable de comunicación), asesora del grupo de ICV-EUiA en el consejo comarcal y miembro del consejo nacional del partido.
El 31 de octubre de 2015 fue nombrada portavoz de ICV en sustitución de Laia Ortiz cuando ésta decidió dedicarse por completo a su responsabilidad como segunda teniente de alcaldesa del Ayuntamiento de Barcelona. El 12 de marzo asumió la dirección de ICV junto a David Cid Colomer y Ernest Urtasun como portavoz. Su candidatura única fue elegida con el 91,6 % de los votos a favor con una participación del 46,25 %.